# Anabarella
Anabarella — викопний рід примітивних молюсків вимерлої родини Helcionellidae, що існував у кембрії (530—505 млн років тому).

## Скам'янілості
Викопні рештки виявлені в Антарктиді, Австралії, Канаді, Китаї, Німеччині, Гренландії, Марокко, Новій Зеландії, Росії, Іспанії та США.

## Види
- Anabarella australis
- Anabarella chelata
- Anabarella gypirhynchosa
- Anabarella kuruktagensis
- Anabarella plana
- Anabarella simesi
- Anabarella tshitaensis